# Colossendeis stramenti
Colossendeis stramenti is een zeespin uit de familie Colossendeidae. De soort behoort tot het geslacht Colossendeis. Colossendeis stramenti werd in 1969 voor het eerst wetenschappelijk beschreven door Fry & Hedgpeth. 